# Landschaftsschutzgebiet Niederbredenscheid/Elfringhausen

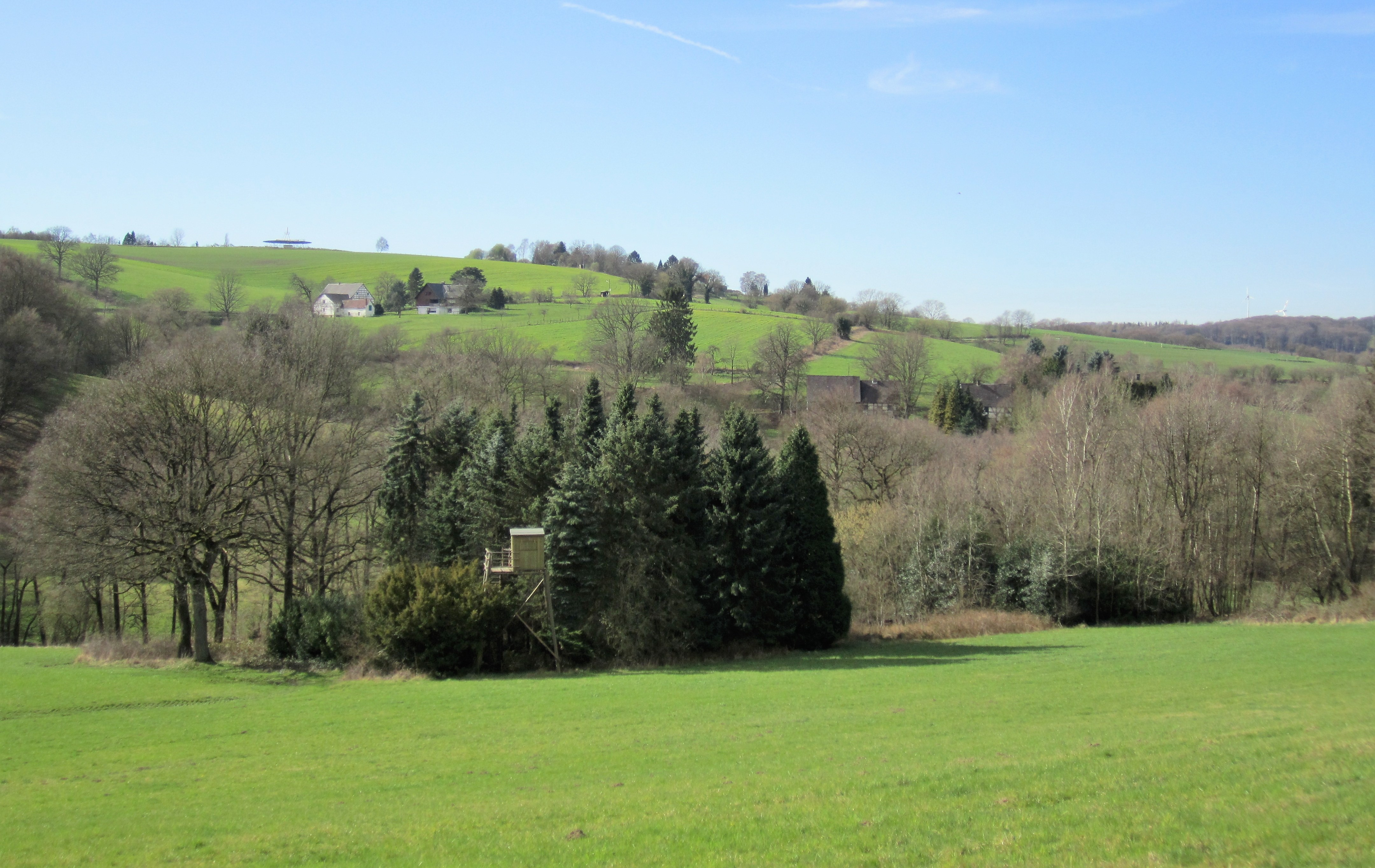
LSG Niederbredenscheid/Elfringhausen

Das 2343,74 Hektar große Landschaftsschutzgebiet Niederbredenscheid/Elfringhausen befindet sich grenzüberschreitend in den beiden kreisangehörigen Städten Hattingen und Sprockhövel des Ennepe-Ruhr-Kreises in Nordrhein-Westfalen. Es wurde 1998 im Zuge der Landschaftsplanaufstellung des Ennepe-Ruhr-Kreises eingerichtet und trägt im Teilplan für den Raum Hattingen/Sprockhövel die laufende Nummer 3.2.10. Wegen der ähnlichen naturräumlichen- und Nutzungsverhältnisse sind die Landschaftsschutzgebiete Nummer 3.2.2 bis 3.2.18 zusammengefasst.

## Geografie
Es handelt sich um eine stark gegliederte Hügellandschaft der naturräumlichen Einheit Niederbergisch-Märkisches Hügelland mit Höhen von ca. 150 bis 310 m über dem Meeresspiegel. Das Gebiet wird von zahlreichen Sohlen- und Kerbtälern durchzogen, wobei die Hauptbäche in Abdachung zur Ruhr verlaufen, während die Kerbtäler der Nebenbäche in Streichrichtung der Hügel verlaufen. In den Bachtälern und Siepen dominiert die Grünlandnutzung. Neben intensiv genutzten Fettwiesen finden sich teilweise noch Feuchtwiesen oder Feuchtbrachen. Insbesondere die Oberläufe der kleinen Bäche sind bewaldet und teilweise mit naturnahen Erlensäumen ausgestattet (Die ökologisch bedeutsamsten Bachtäler sind als Naturschutzgebiete bzw. Landschaftsbestandteile festgesetzt).
Die Höhenrücken (Eggen), die Kuppen und die Steilhänge sind meist mit Buchenwäldern mit wechselndem Eichenanteil bestanden. Dominierend in der Strauchschicht ist oftmals die Stechpalme (Ilex). Eichen-Buchenwälder treten nur vereinzelt auf. Altholzbestände befinden sich besonders auf den langgezogenen Härtlingsrücken (Ökologisch besonders wertvolle Altholzbestände sind als geschützte Landschaftsbestandteile festgesetzt). Der Anteil der Nadelholzbestände (meist Fichte) an der Gesamtwaldfläche beträgt ca. 15 Prozent. Die ebenen oder leicht geneigten Flächen werden meist landwirtschaftlich genutzt, wobei die Grünlandnutzung die Ackernutzung leicht überwiegt, insbesondere auf feuchteren Standorten. Die landwirtschaftlichen Nutzflächen sind überwiegend noch relativ reich durch Hecken, Gehölz- und Baumgruppen gegliedert. Viele Hofstandorte sind von teilweise älteren Gehölz- und Baumgruppen eingefasst. Zahlreiche, teilweise auch extensiv genutzte Obstwiesen, treten relativ verstreut auf. In dem geschützten Gebiet ist eine Einzel- bzw. Streubebauung vorherrschend.
Quellstandorte wie Quelltöpfe oder Sumpfquellen sind relativ zahlreich in Wäldern bzw. Siepenanfängen vorhanden. Die anschließenden Bäche sind in weniger dicht besiedelten Bereichen und im Wald relativ naturnah ausgeprägt. In der Nähe von Bebauung und in Bereichen mit intensiverer landwirtschaftlicher Nutzung sind Streckenabschnitte begradigt und die ursprüngliche Ufergehölzsäume beseitigt worden. Durch intensive Weidenutzung entlang der Bachläufe werden hier Uferbereiche und Bachbett in besonderem Maße gefährdet, das Gleiche gilt für Quelltümpel im Weideland. An fast allen Bachläufen sind Teichanlagen zur Fischzucht angelegt worden, die heute teils noch genutzt werden, teilweise aber auch aufgegeben wurden. Teiche außerhalb des Bachtales befinden sich an Hofstandorten mit intensiv genutztem Umfeld. Aufschlüsse wie z. B. Steinbrüche treten verstreut im Gebiet auf, ein Teil wird nicht mehr genutzt und bleibt sich selbst überlassen. Hierzu zählen auch Einschnitte durch Verkehrswege mit einer reich strukturierten Vegetation u. a. auch Felsspaltengesellschaften.
Schutzwürdig besonders wegen seiner Vielfalt, Eigenart und Schönheit der reich strukturierten, kleinräumig gegliederten Kulturlandschaft mit den Wäldern mit Altholzbeständen und wegen ihrer besonderen Bedeutung für die Erholung (Das Gebiet liegt im Einzugsbereich der Großstädte Essen, Bochum und Wuppertal. Besonders der Bereich der Elfringhauser Schweiz wird vor allem an den Wochenenden stark frequentiert).